# 비투프군

포모제주 지도에 표시된 비투프군의 위치

비투프군(폴란드어: powiat bytowski)은 폴란드 포모제주에 위치한 군으로 군청 소재지는 비투프이며 면적은 2,192.81km2, 인구는 79,260명(2019년 기준), 인구 밀도는 36명/km2이다.
북쪽으로는 스웁스크군, 북동쪽으로는 렝보르크군, 동쪽으로는 카르투지군, 코시치에지나군, 남쪽으로는 호이니체군, 치우후프군, 서쪽으로는 서포모제주 슈체치네크군, 코샬린군과 접한다. 10개 지방 자치체(2개 도시형 농촌, 8개 농촌)를 관할한다.

군기
군 문장